# Нічниця конюшинова руда
Нічниця конюшинова руда (Euclidia glyphica) — вид лускокрилих комах з родини еребід (Erebidae).

## Поширення
Вид поширений в Європі, Північній Африці та Північній Азії від Ірландії до Монголії. Літає на луках, у розріджених лісах, парках, садах, степах, посівах багаторічних бобових трав.

## Опис
Розмах крил 24-34 мм. Передні крила коричневі з ледь помітним фіолетовим відтінком, з двома злегка вигнутими всередину оливково-бурими поперечними перев'язями і з більш світлими поперечними лініями; біля переднього краю, поблизу зовнішнього кута, знаходиться оливково-бура пляма. Задні крила коричневі з двома жовтими поперечними смугами, чітко вираженими в передній половині крила і з затемненням в основі, яке покриває майже половину крила. Вусики самців щетинкоподібні.

## Спосіб життя
Розвивається у двох поколіннях: 1-е покоління літає у квітні – липні, 2-ге – у липні – вересні. Гусениці годуються на конюшині, люцерні, горосі, лядвенці, виці, щавлі, чині та інших трав'янистих бобових рослинах.